# Bo Andersson (finlandssvensk skådespelare)
Bo Frans Elner Andersson, född 12 december 1937 i Helsingfors, död 7 maj 2020, var en finlandssvensk skådespelare.
Bo Andersson arbetade på Lilla Teatern 1962 till 1967, Åbo Svenska Teater 1979-81, och Svenska Teatern 1967 till 2001, då han gick i pension. Han gästspelade även på Wasa Teater.
Andersson är mest känd för sin tolkning av Erna Tauros Höstvisa. Anderssons samarbete med Erna Tauro var viktigt och långvarigt. Efter Tauros död 1993 instiftade Andersson en fond i hennes namn som delar ut ett pris till musikaliskt begåvade skådespelare.
Han hade en framträdande roll i Svenska Teaterns uppsättning av Lappo-operan i regi av Kaisa Korhonen 1967.